# 島間港
島間港（しままこう）は、鹿児島県熊毛郡南種子町にある地方港湾。鹿児島県が管理している。

## 概要
種子島南部の島間崎の北東側に位置する港である。1953年4月1日に港湾区域の指定を受けた。1969年10月に宇宙開発事業団（現在の宇宙航空研究開発機構）の種子島宇宙センターが開所、最寄りの港湾となった当港は、陸揚げ港として整備された。港則法の適用港で、港湾区域は島間港沖防波堤灯台（北緯30度28分11秒、東経130度51分56秒）から198度30分720メートルの地点を中心とする半径500メートルの円内の海面と定められている。
種子島への主な航路は北部の西之表港を発着するが、口永良部島・屋久島と種子島を結ぶ屋久島町の町営航路は当港を発着する。1996年頃には高速船の寄港地でも有った。また種子島宇宙センターから打ち上げられるロケットおよび搭載される人工衛星等は、海上輸送後に当港で陸揚げされ、陸路（国道58号・県道586号経由）で宇宙センターへ搬入される。
2015年度の発着数は642隻（323,006総トン）、利用客数は4,304人（乗船2,316人、下船1,988人）である。
2022年2月16日、トンガ噴火に伴う海水面変動が種子島にも及び、港内で養殖していたブリの稚魚が大量死する被害が発生した。

## 航路

### 屋久島町
- 本村港（口永良部島） - 宮之浦港（屋久島） - 島間港（種子島）

屋久島町が運航する町営航路としてフェリー太陽が1日1往復運航されている。